# Quartier de la gare (Vannes)
Pour les articles homonymes, voir Quartier de la Gare (homonymie).
Le quartier de la gare est un quartier de la ville de Vannes. Il est situé au nord du centre-ville, à l'est du quartier de Rohan, entre la voie express RN 165 et la vieille ville.

## Limites géographiques
Le quartier de la gare forme un quadrilatère :
- À l'est par la rue des quatre frères Créac'h qui longe le cimetière de Boismoreau, ainsi que le centre hospitalier, et se prolonge au-delà de la voie ferrée par la rue de Billaire.
- À l'ouest par la rue Madame Lagarde prolongé par l'avenue du Président Wilson.
- Au nord par la RN 165.
- Au sud par le boulevard de la Paix qui définit une fracture évidente au sud en isolant le quartier de la ville ancienne.

## Histoire

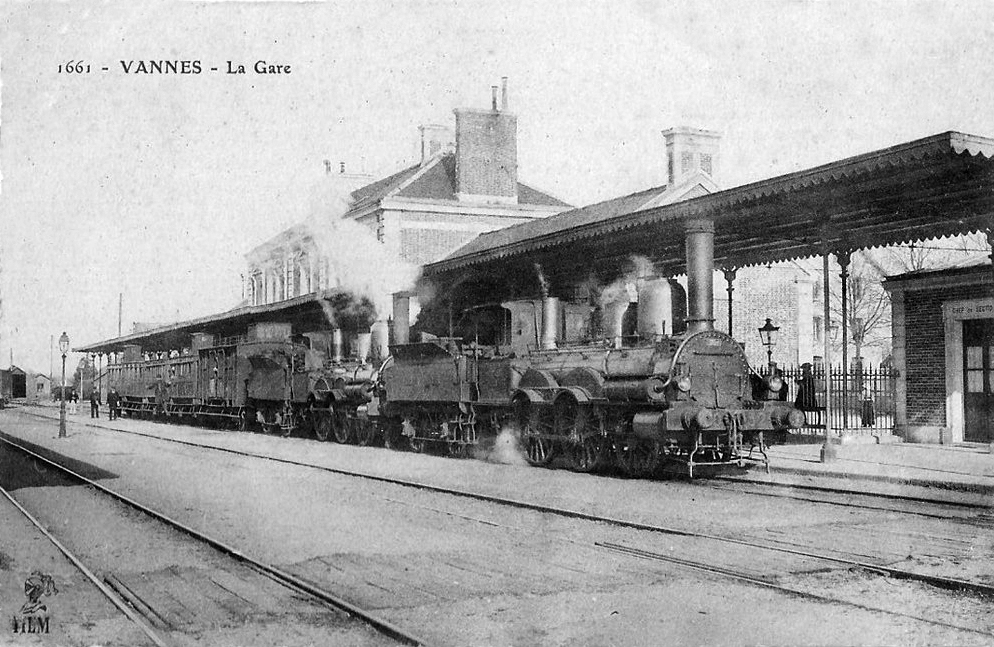
Gare et train à traction vapeur vers 1900.

C'est l'arrivée du chemin de fer à Vannes en 1860 qui est le déclencheur de la construction de ce quartier autour de la gare. Avant 1860, l'espace bâti existant correspond au sud de la voie comme mentionné sur les plans cadastraux de 1809 et 1844 (rue Neuve (aujourd'hui rue Madame Lagarde) et avenue Saint-Symphorien). En lieu et place des archives municipales, avenue Saint-Symphorien, était situé un ancien prieuré s'inscrivant dans un parcellaire d'origine gallo-romaine. L'espace du nord de la gare était parsemé des hameaux de Saint-Guen, Kerquer, Bilaire et de la maison du Barh.
L'urbanisation du quartier commence au sud entre la gare et l'intramuros à partir des années 1860. Plusieurs entreprises s'installent le long de Saint-Symphorien. À partir des années 1880, l'espace entre le cimetière de Boismoreau et l'avenue Saint-Symphorien est l'objet d'importantes opérations de lotissement. 
Au nord, l'extension est marquée par l'installation de la caserne de la Bourdonnaye en 1883. L'urbanisation se développe surtout lors de la première moitié du XXe siècle, les limites de la ville sont repoussés au-delà de la voie ferrée. Le pôle de activité économique se déplace du port vers la gare, les entreprises s'établissent de ce côté de la ville comme la Société la Boulonnaise des Travaux et Constructions installée sur six hectares entre la rue de Strasbourg et le chemin de Saint-Guen. 
Une zone résidentielle est construite juste à côté de la zone d'activité. La construction du quartier de la gare relève essentiellement d'initiatives privées. L'ouverture de l'avenue Victor Hugo, qui relie l'intramuros à la gare, ainsi que la route de Josselin, sont les seules interventions publiques. Comme beaucoup de quartiers en France situés près de gare, l'architecture de la gare est sans grande originalité à l'exception des demeures de quelques bourgeois entrepreneurs.

## Vie de quartier

### Lieux importants dans les environs du quartier
- La gare
- L'étang au Duc
- Archives municipales de Vannes
- Stade Jo-Courtel
- Centre Hospitalier Bretagne Atlantique
- Centre Post-Cure de nuit
- Centre de soins en alcoologie de L'ancre
- Église de Saint Guen

### Parcs
- Parc de jeu de la gare

### Écoles
- Réseau d'aide spécialisé (établissement public)

Il n'y a aucun collège dans ce quartier.

## Secteurs
- Secteur Nord-Gare